# Side-Bike ZEUS

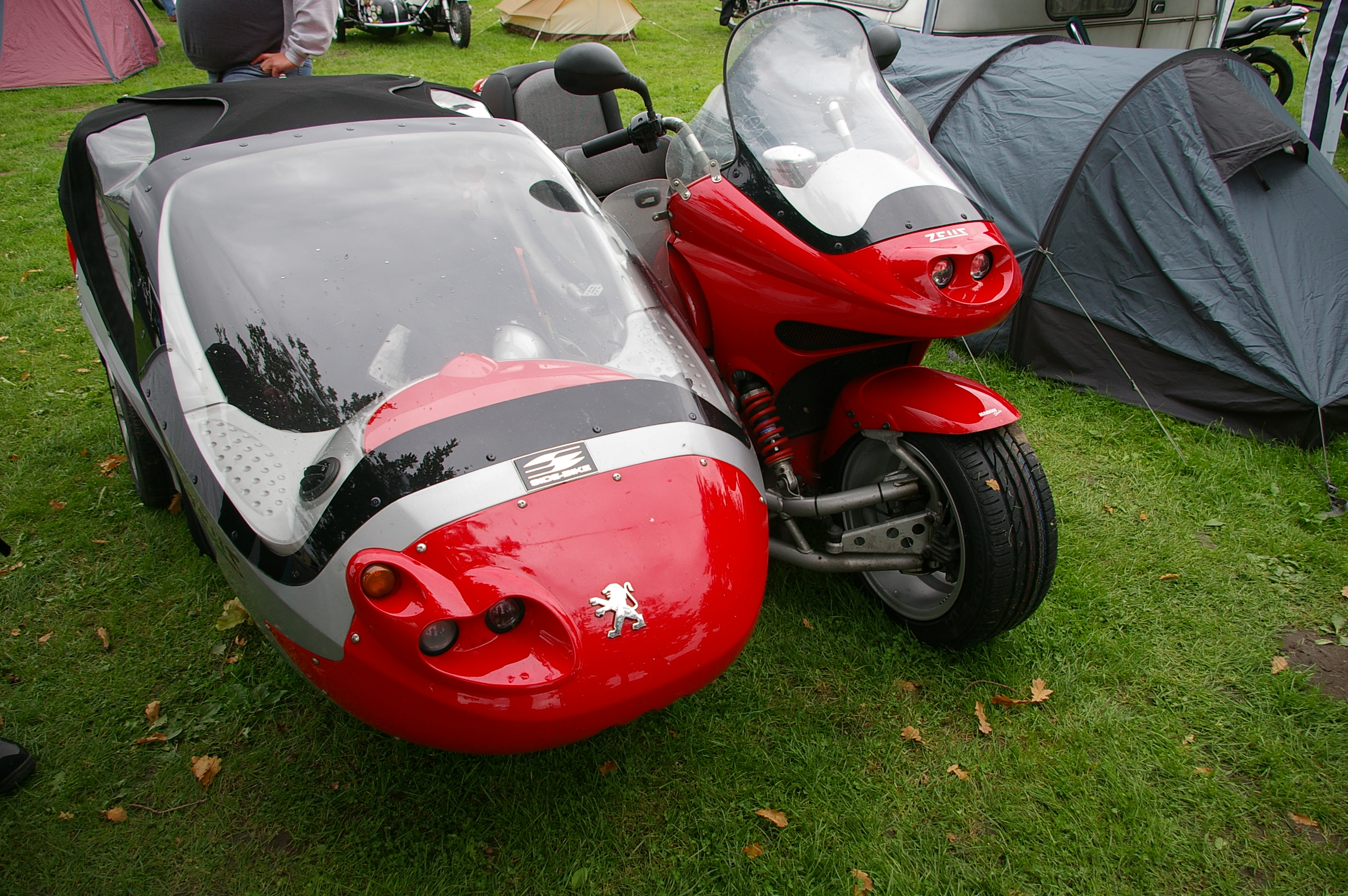
Side-Bike ZEUS

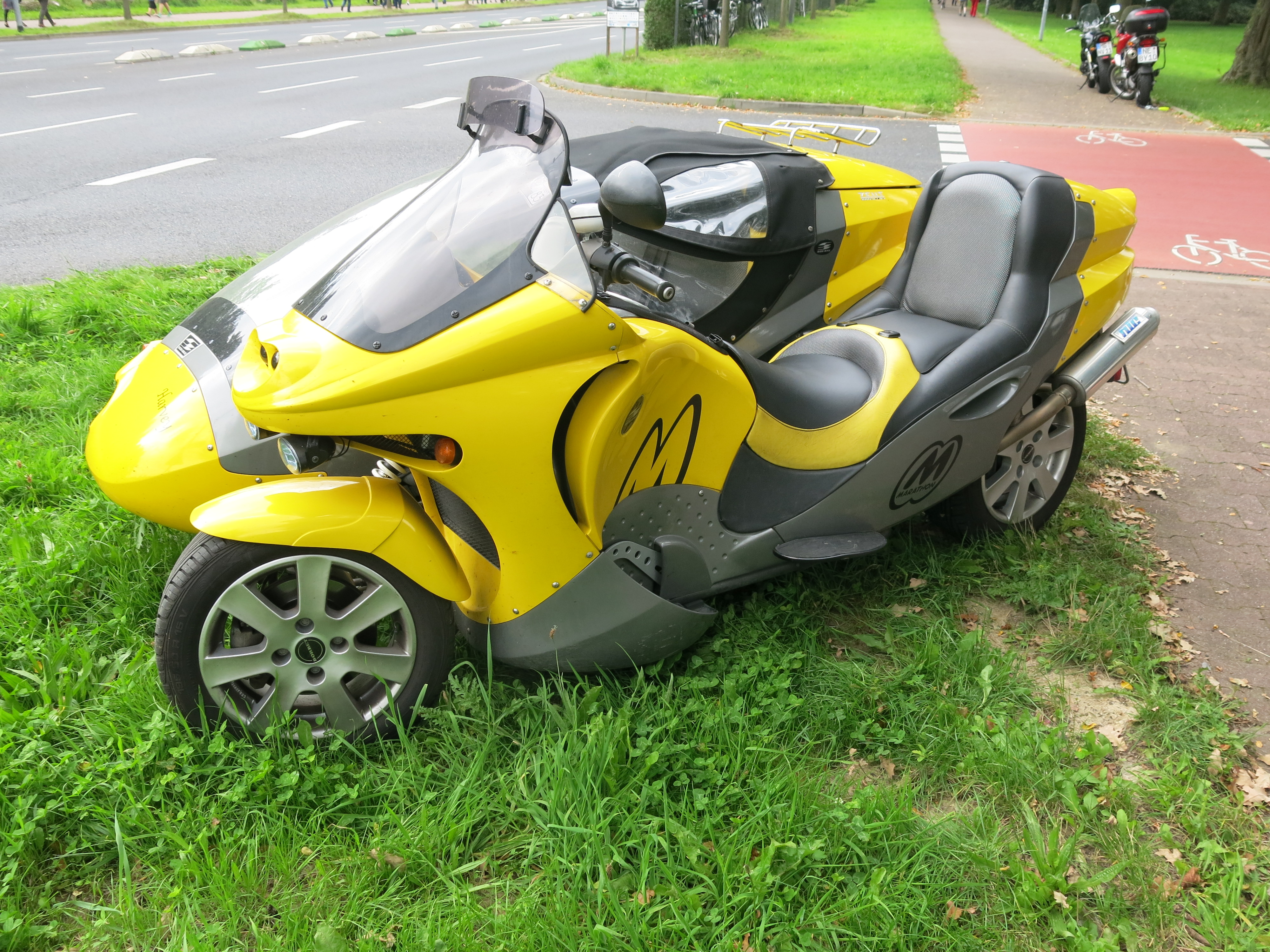
Side-Bike ZEUS

Das Side-Bike ZEUS ist ein Motorradgespann des französischen Herstellers Side-Bike, das von 2001 bis 2012 produziert wurde.

## Technik
Der Vierzylinder-Reihenmotor des ZEUS-Gespanns ist der aus dem Peugeot 206 S 16 bekannte 2-Liter-Motor mit 98 kW (135 PS) Leistung; er ist im Heck des nicht abnehmbaren Beiwagens eingebaut. Hinter- und Beiwagenrad werden über ein Fünfganggetriebe mit Rückwärtsgang angetrieben. Vorne hat die ZEUS eine Achsschenkellenkung; das Hinterrad wird mitgelenkt. Im Gegensatz zum üblichen Motorradgespann hat das ZEUS-Gespann eine Fußkupplung, eine Fußbremse und ein Gaspedal. Geschaltet wird mit Tasten am Lenker, rechts nach oben, links nach unten. Auf Wunsch war ein Antiblockiersystem lieferbar. Das viersitzige Gespann mit einem Leergewicht von 650 kg konnte auch mit einem Dieselmotor als Antriebsquelle geliefert werden. Der Verkaufspreis lag zwischen 26.000 (2002) und 36.000 (2012) Euro.